# Margarete Buberová-Neumannová
Margarete Buberová-Neumannová (21. října 1901 Postupim – 6. listopadu 1989 Frankfurt nad Mohanem) byla německá komunistka a novinářka, která prošla sovětskými i německými koncentračními tábory.

## Život
Narodila se jako dcera ředitele pivovaru a po maturitě studovala učitelství pro mateřské školy. Ve 20 letech vstoupila do komunistické mládeže a roku 1926 do Německé komunistické strany (KPD). Roku 1922 si vzala Rafaela Bubera, syna známého filozofa Martina Bubera, ale roku 1925 se s ním rozešla. Z tohoto manželství se narodily dvě dcery, které později žily v domácnosti M. Bubera.
Od roku 1928 pracovala v redakci mezinárodního časopisu Kominterny, kde se seznámila s komunistickým poslancem Heinzem Neumannem. Nacistický převrat 1933 je zastihl ve Španělsku, následující rok žili ve Švýcarsku a 1935 odjeli do Moskvy. Roku 1937 byl Heinz Neumann zatčen a popraven a roku 1938 byla i Margarete odsouzena k pěti letům vězení v Karagandě v Kazachstánu. Po sblížení nacistického Německa a Sovětského svazu, které bylo završeno v srpnu 1939 podpisem paktu Ribbentrop–Molotov, byla roku 1940 spolu s dalšími vydána do Německa a odsouzena jako komunistka na pět let do koncentračního tábora Ravensbrück. Tam se setkala s Milenou Jesenskou, přítelkyní Franze Kafky, o níž později napsala knihu.
Po osvobození v dubnu 1945 žila u své matky a pracovala jako publicistka. Ve svých knihách podala svědectví o obou koncentračních táborech a totalitních systémech. Svým svědectvím podpořila ruského emigranta Viktora Kravčenka, který byl francouzským komunistickým tiskem lživě obviněn, že pomlouvá Sovětský svaz. Roku 1980 byla vyznamenána Křížem za zásluhy Spolkové republiky Německo.

## Dílo
- Als Gefangene bei Stalin und Hitler. Eine Welt im Dunkel. Ullstein, München 2002 [1. vyd. 1949], ISBN 3-548-36332-6.
- Die erloschene Flamme: Schicksale meiner Zeit. Ullstein, Berlin, Frankfurt am Main 1989 [1. vyd. 1976], ISBN 3-548-33107-6.
- Milena, Kafkas Freundin. Langen Müller, München 2000 [1. vyd. 1963], ISBN 3-7844-1680-2.
- Von Potsdam nach Moskau. Stationen eines Irrweges. Ullstein, München 2002 [1. vyd. 1957], ISBN 3-548-36355-5.
- Kriegsschauplätze der Weltrevolution. Ein Bericht aus der Praxis der Komintern 1919–1943. Seewald, Stuttgart 1967.